# Мережко, Александр Александрович
Александр Александрович Мережко (укр. Олександр Олександрович Мережко; род. 14 февраля 1971, Бобринец, Кировоградская область) — украинский учёный, доктор юридических наук, профессор. Заведующий кафедрой права Киевского национального лингвистического университета. Ранее преподавал в Люблинском Католическом университете имени Иоанна Павла II (г. Стальова Воля, Польша).

## Научная деятельность
В 1996 г. защитил кандидатскую диссертацию («Концепция гуманитарной интервенции и механизм защиты прав человека в рамках ООН» — международное право), в 2002 — докторскую («Теория и принципы транснационального торгового права» — международное право).
Александр Мережко специализируется по вопросам философии и теории международного права, гражданского права, а также международного частного права. Философско-правовая концепция профессора Мережко заключается в том, что право представляет собой сложный динамический процесс взаимодействия пяти составляющих («пяти миров права»): 1) права как юридического текста (семиотический аспект права); 2) права как «юридической эмоции» (психологический аспект права); 3) права как социального отношения (социологический аспект права); 4) права как внешневыраженного поведения (бихевиоральный аспект права); 5) права как стремления к достижению определённых трансцендентных идеалов и ценностей (метафизика права). Именно синергетическое взаимодействие этих пяти измерений, в которых существует и развивается право, и создают феномен права в целом.
Профессор Мережко развивает концепцию «межцивилизационного права», под которой он предлагает понимать совокупность принципов и норм (юридических, политических и моральных), направленных на регулирование взаимоотношений между различными цивилизациями. Он также сформулировал понятие «мем права», под которым понимается единица передачи юридически значимой информации.

## Общественная деятельность
Вошёл в команду Зеленского. Народный депутат Украины, избран от партии «Слуга народа» на парламентских выборах 2019 года, № 85 в списке.
Вице-президент ПАСЕ. Заместитель главы делегации для участия в Трёхсторонней контактной группе.

## Основные труды
1. Транснациональное торговое право, 2002 год
2. Введение в философию международного права, 2002 год
3. Право международных договоров: современные проблемы теории практики, 2002 год
4. Коллизионное право США, 2002 год
5. Договор в частном праве, 2003 год
6. История международно-правовых учений, 2006 год
7. Наука международного частного права: история и современность, 2006 год
8. Наука политики международного права: истоки и перспективы, 2009 год
9. Проблемы теории международного публичного и частного права, 2010 год
10. Идея международного права (историко-социологический очерк), 2011 год
11. Психологическая теория международного права (публичного и частного), 2012 год
12. Социология права Н. С. Тимашева, 2012 год
13. [ Crimea's Annexation by Russia ‒ Contradictions of the New Russian Doctrine of International Law], 2015